# ويلارد جاي سميث
ويلارد جاي سميث (بالإنجليزية: Willard J. Smith)‏ هو ضابط أمريكي، ولد في 14 مايو 1910 في ساتونس باي في الولايات المتحدة، وتوفي في 1 أبريل 2000 في أتلانتيك بيتش في الولايات المتحدة.